# Бряг Хобс
Бряг Хобс (на английски: Hobbs Coast) е част от крайбрежието на Западна Антарктида, в централната част на Земя Мери Бърд, простиращ се между 74°15’ и 75°30’ ю.ш. и 131° и 140° з.д. Брегът е разположен в средната част на Земя Мери Бърд, покрай бреговете на Тихия океан, между залива Емори Ленд на запад и шелфовия ледник Гец на изток. На югазапад граничи с Брега Рупърн, а на изток – с Брега Бакутис на Земя Мери Бърд. Крайбрежието му е слабо разчленено, като в близост до него са разположени островите Крузен, Форестър и Шепърд. Изцяло е покрит с дебела ледена покривка, над която стърчат отделни оголени върхове от северния сектор на планината Хал Флад. От нея към океана се спускат няколко планински ледници, най-голям от които е Кордел Хал. В горния му край се издига връх Берлин 3498 m, най-високата точка в обсега на Брега Хобс.
Брега Хобс е открит на 26 януари 1940 г. по време на полета на ръководителят на американската антарктическа експедиция Ричард Бърд, който го наименува в чест на американския глациолог, професор в Мичиганския университет Уилям Хобс (1864 – 1953).